# Municipio de Goodwell
El municipio de Goodwell (en inglés: Goodwell Township) es un municipio ubicado en el condado de Newaygo en el estado estadounidense de Míchigan. En el año 2010 tenía una población de 547 habitantes y una densidad poblacional de 5,91 personas por km².

## Geografía
El municipio de Goodwell se encuentra ubicado en las coordenadas 43°36′2″N 85°36′44″O / 43.60056, -85.61222. Según la Oficina del Censo de los Estados Unidos, el municipio tiene una superficie total de 92.56 km², de la cual 87,47 km² corresponden a tierra firme y (5,49 %) 5,08 km² es agua.

## Demografía
Según el censo de 2010, había 547 personas residiendo en el municipio de Goodwell. La densidad de población era de 5,91 hab./km². De los 547 habitantes, el municipio de Goodwell estaba compuesto por el 94,7 % blancos, el 1,1 % eran afroamericanos, el 0,55 % eran amerindios, el 0,18 % eran asiáticos y el 3,47 % eran de una mezcla de razas. Del total de la población el 1,1 % eran hispanos o latinos de cualquier raza.